# Karl Einhart

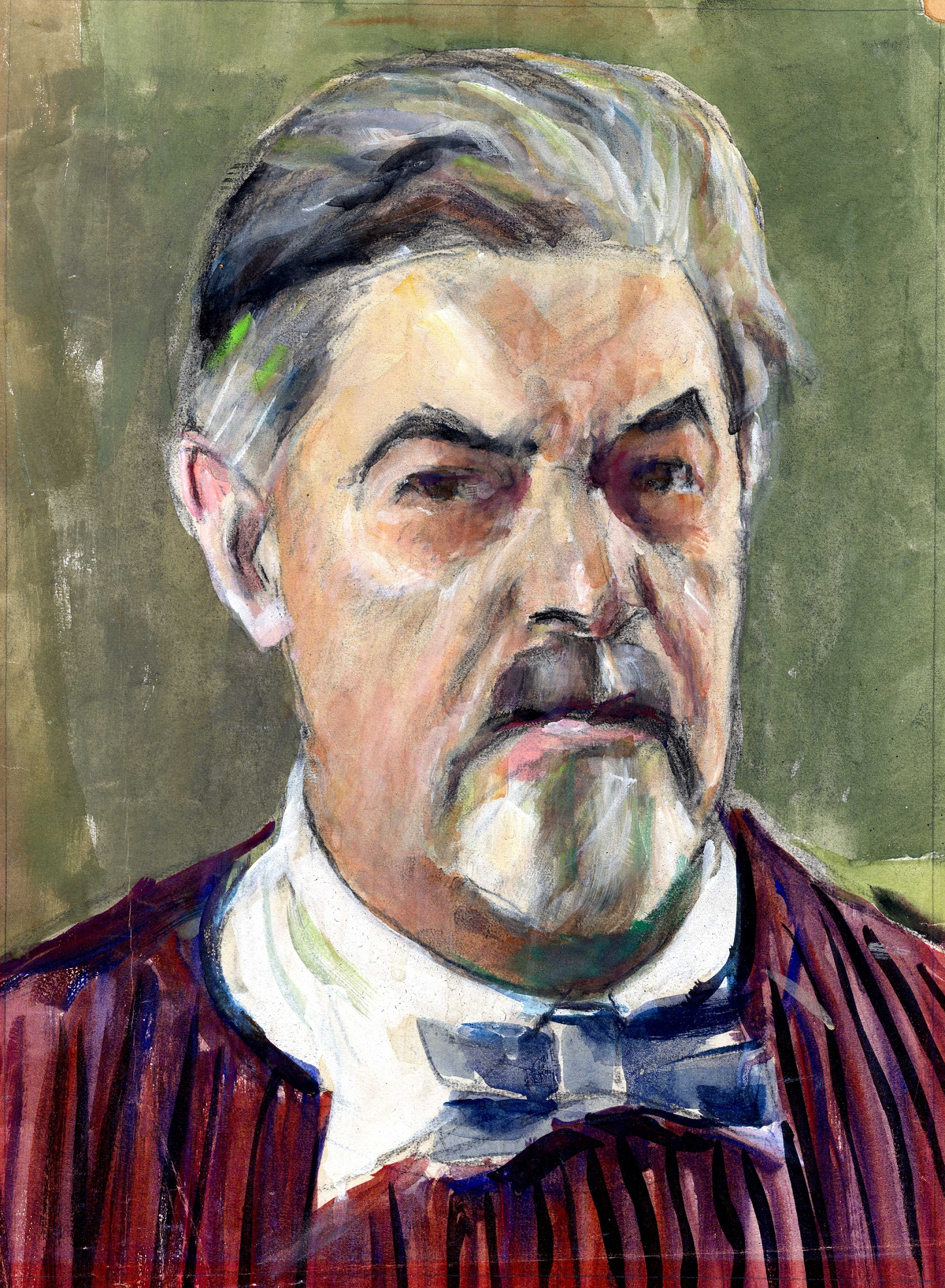
Karl Einhart: Selbstporträt, Bleistift, Aquarell, Deckweiß / Papier / Pappe, 39,5 × 29 cm, Städtische Wessenberg-Galerie Konstanz

Karl Einhart (* 27. November 1884 in Konstanz; † 10. Mai 1967 ebenda) war ein deutscher Maler. Er ist in seiner Heimat als sogenannter „Bodenseemaler“ bekannt. Zu Lebzeiten war er Mitglied in zahlreichen Künstlervereinigungen im Bodenseegebiet.

## Leben
Karl Einhart wurde in Konstanz als viertes von sechs Kindern des Fischermeisters und großherzoglich badischen sowie fürstlich hohenzollerschen Hoflieferanten Karl Edmund Einhart und Paulina Einhart (geb. Burkart) geboren. Die weit verzweigte Schiffer- und Bodenseefischerfamilie Einhart war seit dem Spätmittelalter in Konstanz ansässig.
Noch vor der Schulzeit machte sich Einharts Zeichentalent bemerkbar. Nachdem die Familie 1894 in den Nachbarort Emmishofen gezogen war, lernte er als Jugendlicher bei Ernst Würtenberger, der ihm die weitere künstlerische Ausbildung empfahl. Von 1900 bis 1903 besuchte er die Karlsruher Kunstgewerbeschule. Bei dem in Emmishofen lebenden Schweizer Maler Emil Thoma erwarb der angehende Künstler Grundkenntnisse in maltechnischen Fertigkeiten. 1904 bis 1908 studierte er an der Großherzoglichen Badischen Akademie der Bildenden Künste. Seine Lehrer waren Ludwig Schmid-Reutte, Caspar Ritter, Wilhelm Trübner und Ernst Schurth. 1908 zog Karl Einhart nach München und schrieb sich an der Privatschule von Walter Thor ein.
Danach wechselte er nach Zürich, um nochmals bei Ernst Würtenberger Unterricht zu nehmen. Es folgten Studienreisen nach Italien, Wien und Paris. Von 1910 bis 1911 studierte Einhart an der Preußischen Akademie der Künste in Charlottenburg. Einer seiner Lehrer war Julius Ehrentraut. In der Großstadt wurde der Künstler jedoch nicht heimisch.

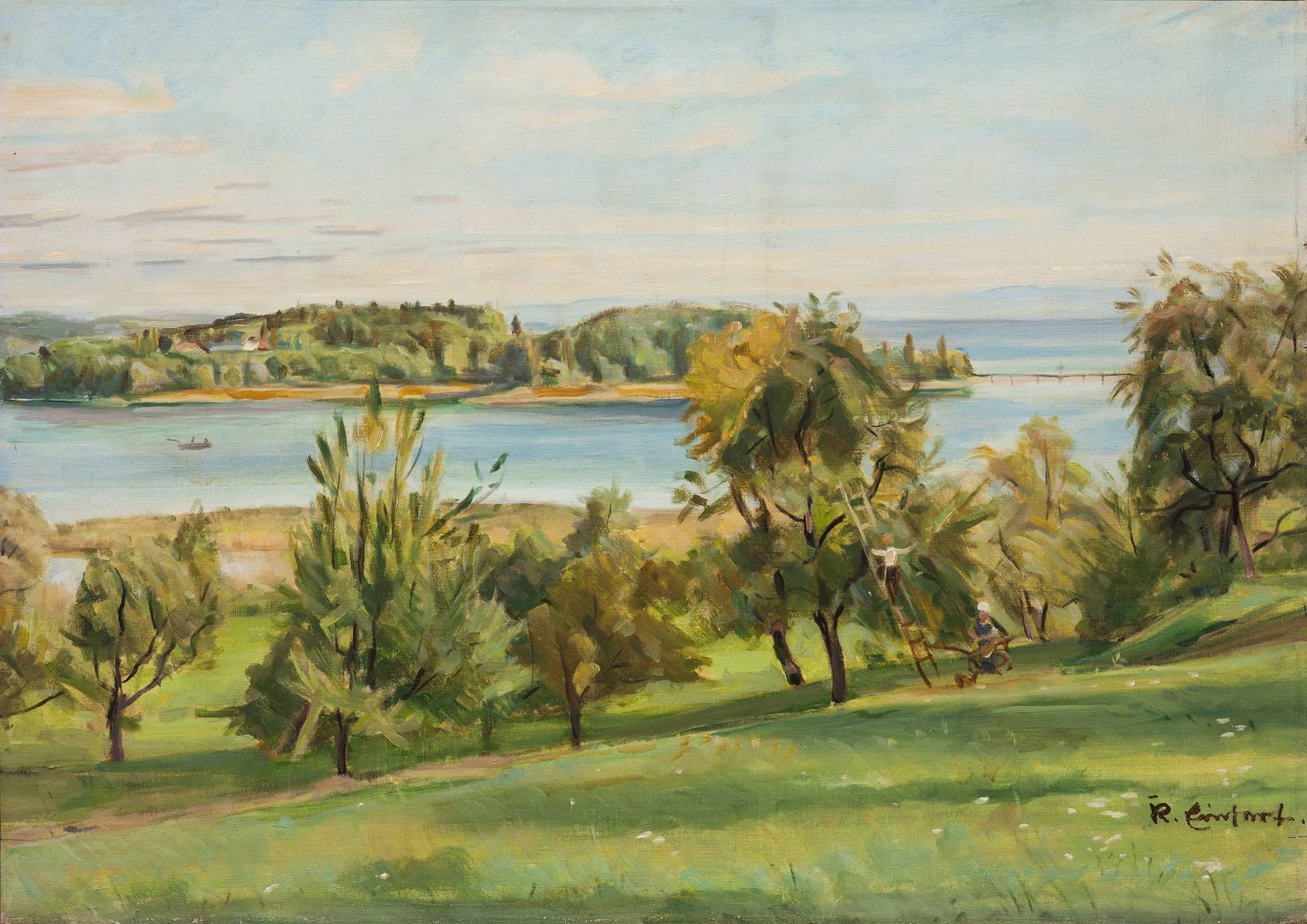
Karl Einhart: Blick auf die Insel Mainau, Öl auf Leinwand, 54, 3 × 76,4 cm, Städtische Wessenberg-Galerie Konstanz

„Wie freue ich mich wieder im Frühling in unsere Landschaft zu kommen, wo man auch wieder atmen kann.“

Um 1911, zum Abschluss seiner Ausbildung, besuchte der Maler für einige Wochen die Künstlerkolonie Dachau. Schon während seiner Studienzeit knüpfte er enge Beziehungen nach Gottlieben, wo sich um Emanuel von Bodman, Wilhelm (Willy) Hummel, Emil Thoma und Robert Weise eine Künstler- und Schriftstellerkolonie gebildet hatte.
Seit 1911 arbeitete Karl Einhart als freier Künstler und begann öffentlich auszustellen. Im selben Jahr heiratete er in Luxemburg Berta Jacques, die Schwester des Schriftstellers Norbert Jacques. Sie hatten zwei Kinder (Rainer, * 1912, und Elisabeth, * 1921). Das Paar lebte wechselweise in Berlin und Gottlieben, wo sie einen Anbau des Restaurants „Drachenburg“ bewohnten.

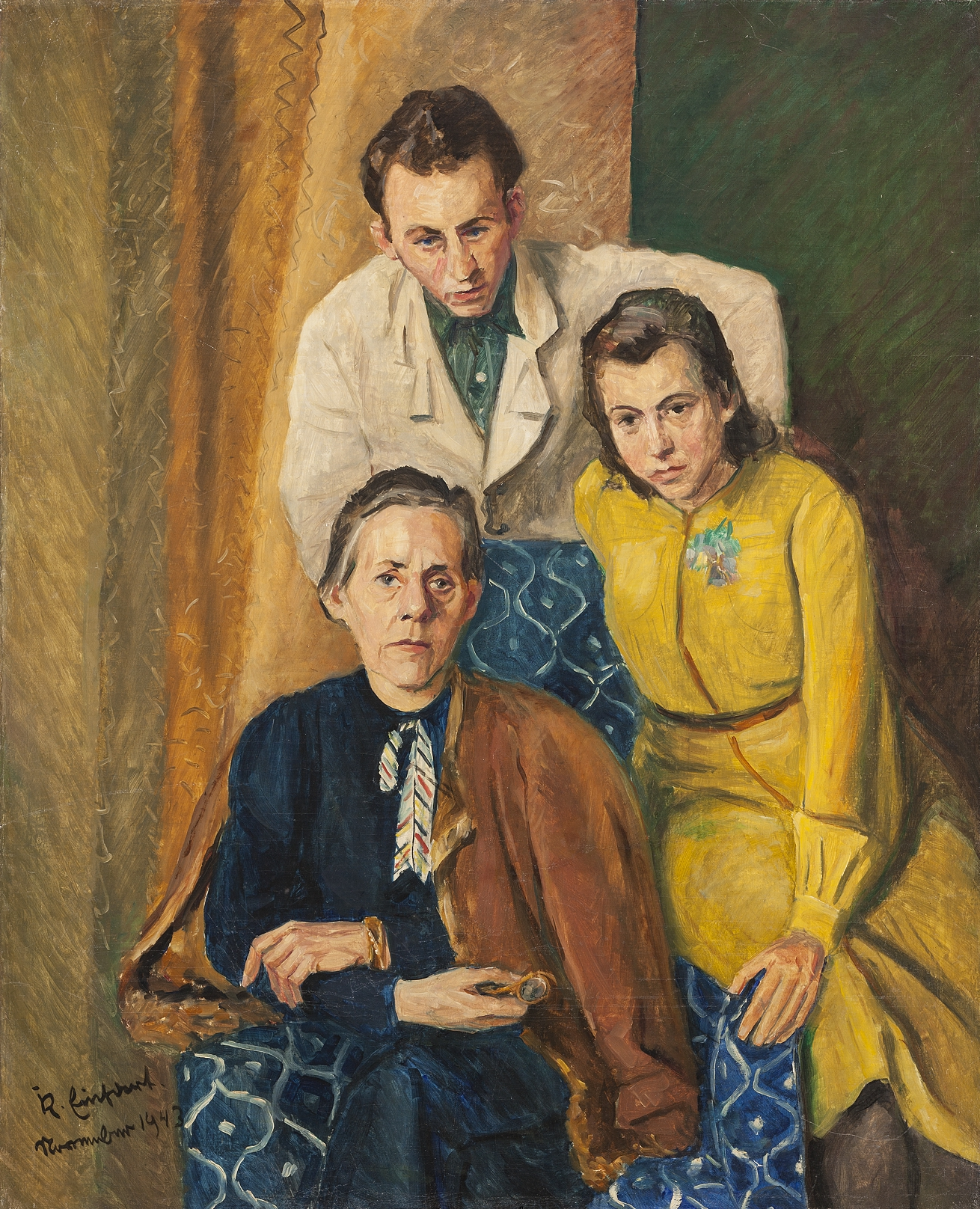
Karl Einhart: Familie Karl Einhart, Öl auf Leinwand, 113,5 × 93,5 × 2 cm, Städtische Wessenberg-Galerie Konstanz, Depositum Kunstverein Konstanz

1915 erhielt Karl Einhart den Gestellungsbefehl und rückte zum Badischen Infanterie-Regiment Nr. 114 ein, das im zweiten Jahr des Ersten Weltkriegs östlich von Reims kämpfte. Trotz der schweren Zeit bestritt er 1916 eine Einzelausstellung in der Städtischen Wessenberg-Galerie Konstanz und begann im Bereich der Buchillustration zu arbeiten. Für die beim Konstanzer Verlag Reuß & Itta verlegten feldtauglichen „Zeitbücher“ entwarf er 12 Einbandzeichnungen, darunter für Hermann Hesses Erzählung Am Weg. Die ebenfalls dort erscheinenden Bodenseebücher stattete er ab 1916 häufig mit Vignetten, Kalenderzeichnungen und kleinen Bildbeigaben aus. 1917 ließ er sich von seiner Frau scheiden, die er 1921 erneut heiratete.
Nach dem Ersten Weltkrieg kehrte Einhart endgültig nach Konstanz zurück und begann, viele Kontakte zu Kunst- und Kulturschaffenden der Region zu knüpfen, beispielsweise zu Hans Breinlinger, Wilhelm von Scholz, Kasia von Szadurska, Rudolf Wacker, und Walter Waentig. 1921 führte er im Hauseingang der Hussenstraße 18 für den Verleger Oskar Wöhrle eine Deckenmalerei aus.
Zeitlebens war er Mitglied in verschiedenen Künstlervereinigungen. 1919 war er Gründungsmitglied der expressionistischen Vereinigung „Breidablik“, 1921 trat er dem „Künstlerbund Bodensee“ bei, 1923 der „Neuen Malergruppe am See“. Mit dem jüdischen Maler Gustav Wolf verband ihn seit dieser Zeit eine enge Freundschaft. 1925 gründete Karl Einhart mit seinem Schwager Norbert Jacques die grenzübergreifende Künstlervereinigung „Der Kreis“, die bis 1937 bestand und mehr als 30 Ausstellungen organisierte. Über 36 Mitglieder wollten im Bodenseegebiet ein Forum schaffen, um ihre Kunst den Menschen an allen Ufern bekannt zu machen.

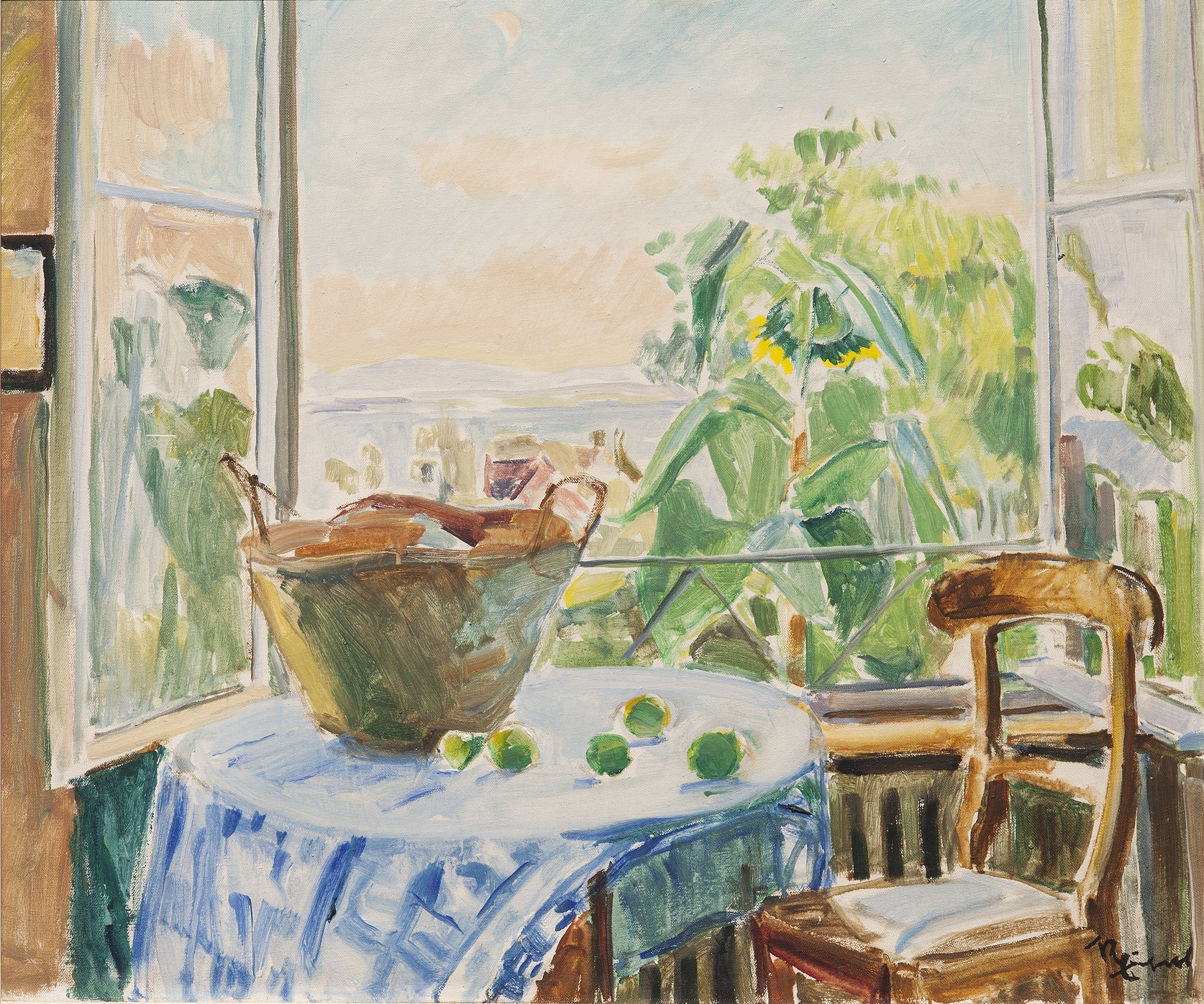
Karl Einhart: Blick aus meinem Fenster, Öl auf Leinwand, 55 × 65 cm, Städtische Wessenberg-Galerie Konstanz

„Der Maler, der in seinem, in den Falten eines Bodenseehügels verborgenen Häuschen arbeitet, kann nicht damit rechnen, daß aus seiner Wiese oder seinem Obstgarten ein Ausstellungsraum wird […] Deshalb versucht der Kreis seinen Mitgliedern die Möglichkeit zu schaffen, durch Ausstellungen ihre Werke vor die Augen der Menschen zu bringen, für die sie geschaffen werden.“

Eng verbunden war Einhart in diesen Jahren mit dem Maler Waldemar Flaig. Im „Kreis“ lernte er außerdem den weltgewandten Künstler Hans Purrmann kennen, der ihm Freund, Briefpartner und mit seinen lichtdurchfluteten Bildern zum bewunderten Vorbild wurde.
Obwohl Einhart in seiner Umgebung als künstlerische Institution anerkannt war, hatte er es immer wieder schwer, von seiner Kunst zu leben. Insbesondere die 1920er- bis späten 1940er-Jahre waren eine Zeit finanzieller und familiärer Probleme. Er sah sich zu verschiedenen Nebentätigkeiten gezwungen, gab Malunterricht oder gestaltete Hauszeichen in der Konstanzer Altstadt. 1927 führte er zum Beispiel die Bemalung der beiden Erker des Kopfbaus des Hindenburgblocks, einer 1927 errichteten städtischen Wohnsiedlung in Konstanz-Petershausen aus. Anlässlich seines 50. Geburtstages organisierte der Kunstverein Konstanz im Herbst 1934 eine Einzelausstellung und der Vorsitzende, Gymnasiallehrer Julius Hollerbach, startete die Initiative einer Karl-Einhart-Stiftung, deren Ziel es war, Geld zu sammeln, um ein repräsentatives Gemälde des Künstlers für die städtische Sammlung zu erwerben.
Einharts naturalistische Kunst provozierte nicht und erwies sich von daher nach 1933 konform mit der nationalsozialistischen Kunstauffassung. 1934 wurde der Maler Mitglied der Reichskulturkammer (RKK), am 19. Dezember 1939 beantragte er die Aufnahme in die NSDAP und wurde zum 1. Januar 1940 aufgenommen (Mitgliedsnummer 8.368.303). 1934 erhielt Einhart vom Verein der HIAG (Holzverkohlungs-Industrie-AG), Frankfurt am Main, eine Einladung zur Teilnahme an einem Gemäldewettbewerb, den er jedoch nicht gewann. Seinem Bruder, der bei der Lebensmittelgroßhandlung Koch & Mann (KOMA) in Wuppertal-Elberfeld arbeitete, verdankte er 1936 den Auftrag, ein Gemälde der Firma zu malen. 1937 besuchte Einhart Hans Purrmann in Florenz, eine Reise, die ihn nachhaltig prägte. Mit finanzieller Unterstützung ihrer Familie erwarb Karl Einharts Frau 1939 von Elisabeth Holzheu, die mit dem jüdischen Kunsthistoriker Adolf Katzenellenbogen verheiratet war, ein Haus in Konstanz-Allmannsdorf.

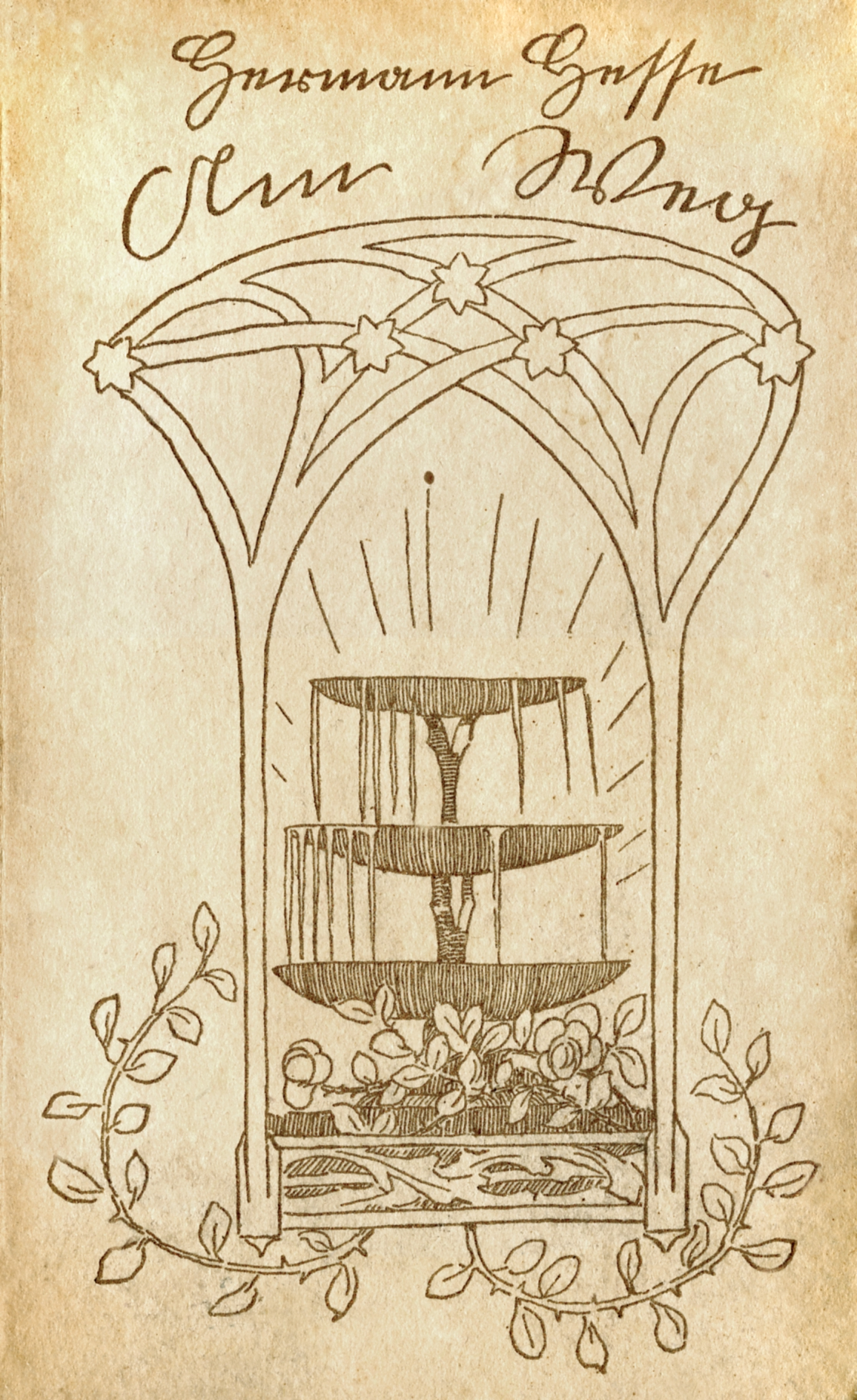
Karl Einhart: Einbandgestaltung, Hermann Hesse: Am Weg. Die Zeitbücher, Bd. 24, Verlag Reuß & Itta, Konstanz 1916

Karl Einhart wurde im Zweiten Weltkrieg als Blockleiterhelfer sowie Oberzollsekretär eingesetzt. Während des Krieges gestaltete er Einbände für Bücher von Wilhelm von Scholz. 1945 zog man ihn zum Volkssturm ein und er geriet für kurze Zeit in französische Gefangenschaft. Weil er Parteimitglied war, war sein Haus von den französischen Besatzern beschlagnahmt worden; 1953 kehrte die Familie Einhart nach Entschädigungsverhandlungen dorthin zurück.
Gut vernetzt blieb der Maler weiterhin: 1948 war er Gründungsmitglied des Kulturbund Konstanz e. V., 1962 trat er dem „Kleinen Kreis“, einer deutsch-schweizerischen Künstlervereinigung bei. 1965 wurde er Ehrenmitglied des Internationalen Bodensee-Club e. V. Häufig war er in Ausstellungen in und um Konstanz vertreten. Bis zu seinem Tod blieb er künstlerisch aktiv.
Der Maler wurde vor und nach seinem Tod in mehreren Jubiläumsausstellungen gewürdigt. Die Stadt Konstanz übernahm die Pflege für sein Grab auf dem Allmannsdorfer Friedhof.

„Er träumte sein Leben wohl mehr, als er es lebte. Er sponn es ab wie ein Garn aus Himmelsluft. Sein Beruf als Maler gab ihm die Erlaubnis dazu.“

## Werk und Stil
Karl Einhart hat nach Selbsteinschätzung über 1000 Ölgemälde und Hunderte von Aquarellen und Zeichnungen geschaffen, vornehmlich Landschaften, aber auch Porträts, Akte, Genreszenen, Stillleben und Interieurs. Da er seine Werke häufig nicht datierte oder signierte, fällt die stilistische Einordnung oftmals schwer.
Aus der Frühzeit seines Schaffens sind wenige Werke erhalten. In seinen Arbeiten der 1920er- und 1930er-Jahre klingen Einflüsse der Neuen Sachlichkeit an. Es ist primär sein nach dem Zweiten Weltkrieg entstandenes Werk, das heute das Bild des Künstlers bestimmt. Seine Palette neigte zunächst zu dunkleren, erdigen Tönen, erst im späteren Werk wurde sie zunehmend heller und farbiger.

„Ein Bild von Karl Einhart bringt die Sonne […] in ein Zimmer hinein, […] plötzlich fängt alles an zu flimmern und zu flirren.“

Beeindruckt von seinen Lehrern, Schweizer Malern wie Ferdinand Hodler, den französischen Impressionisten, Paul Cézanne und ab den 1930er-Jahren vor allem von Hans Purrmann, blieb Einhart Zeit seines Lebens dem Gegenständlichen verbunden und orientierte sich am Naturvorbild.

„Ich gebe mich der Natur ganz hin, ich gehe ganz in ihr auf und begreife wenn ich male nicht mit dem Kopf, sondern mit den Augen.“

Bis ins hohe Alter hielt Einhart dabei als Bodenseemaler mit Vorliebe den Blick über das Wasser und die Landschaft seiner Heimat fest.

„Dank der souveränen Handhabung der malerischen Gesetze […] gelingt es Karl Einhart mit sparsamen Mitteln die mitunter geradezu bestürzende Lichtflut des Bodensees und seiner begnadeten Uferlandschaften unter seinem Pinsel zu bändigen. Die gebrochenen Valeurs seiner sublimen Palette erscheinen dabei ebenso lichtgeboren wie die tausendfach schwingenden Brechungen des gewaltigen Wasserspiegels, über dessen fernen Ufern dunkle Föhnwolken heraufziehen.“

Bereits während des Ersten Weltkrieges war er als Buchillustrator tätig. Außerdem gestaltete er für seine Heimatstadt Wandmalereien und Hauszeichen. Als zweite Reihe im Buch- und Kunstverlag Konstanz von Oskar Wöhrle erschienen sechs Postkarten, die Aquarelle von Karl Einhart zeigen. Nach dem Zweiten Weltkrieg schuf er kleine Keramiken, zum privaten Gebrauch oder als Geschenke.

## Kunst und Kulturvereinigungen
- 1919: „Breidablik“
- 1921: „Künstlerbund Bodensee“
- 1923: „Neue Malergruppe am See“
- 1925–1937: „Der Kreis“
- 1927–1933: „Städtische Ankaufskommission Konstanz“
- 1948: „Kulturbund Konstanz e.V.“
- 1962: „Kleiner Kreis“
- 1965: „Internationaler Bodensee-Club e.V.“

## Ausstellungen (Auswahl)
- 1911: Erste Einzelausstellung, Konstanz, Wessenberg-Haus
- 1918: Einzelausstellung, Karlsruhe, Galerie Moss
- 1925–1937: Regelmäßige Beteiligung an den Ausstellungen der Künstlervereinigung „Der Kreis“ in verschiedenen Städten
- 1929–1950er Jahre: Sommer- und Weihnachtsausstellungen des Kunstvereins Konstanz
- 1946: Konstanzer Kunstwochen „Neue deutsche Kunst aus Konstanzer Privatbesitz“, Konstanz, Wessenberg-Haus
- 1951: Einhart als Gast bei einer Ausstellung der der Badischen Secession, München, Haus der Kunst
- 1953–1967: Regelmäßige Beteiligung an den Singener Kunstausstellungen
- 1954: „Neue Deutsche Kunst am Bodensee (Malerei und Plastik)“, Schaffhausen, Museum Allerheiligen
- 1954: Einzelausstellung zum 70. Geburtstag, Konstanz, Wessenberg-Haus
- 1964: Einzelausstellung zum 80. Geburtstag, Konstanz, Wessenberg-Haus
- 1984: „Bilder vom Bodensee“, Gedächtnisausstellung zum 100. Geburtstag, Wessenberg-Haus
- 2017: „Dem See treu. Karl Einhart (1884–1967) und seine Weggefährten“ anlässlich seines 50. Todestages, Städtische Wessenberg-Galerie Konstanz

## Werkauswahl
- Ohne Jahr: Kopie nach Honoré Daumiers Gemälde „Der Kupferstichsammler“; Öl auf Leinwand; 40,5 × 32,6 Jahr cm; Privatbesitz
- 1927: Stillleben; Öl auf Leinwand; 70 × 97,5 cm; Städtische Wessenberg-Galerie Konstanz
- 1927: Fassade des Hindenburgblocks, Hindenburgstraße 2; Konstanz-Petershausen
- Ohne Jahr: Bildnis Gustav Wolf; Öl auf Leinwand; 37,7 × 28,5 cm; Städtische Wessenberg-Galerie Konstanz
- 1940: Bildnis Norbert Jacques; 1940; Öl auf Leinwand; 45 × 36,3 cm; Städtische Wessenberg-Galerie Konstanz
- 1950er-Jahre: Schalen und Aschenbecher; Ton, glasiert und gebrannt; Privatbesitz und Städtische Wessenberg-Galerie Konstanz
- Ohne Jahr: Blick aus meinem Fenster; Öl auf Leinwand; 55 × 65 cm; Städtische Wessenberg-Galerie Konstanz
- 1953: Weide; Öl auf Malpappe; 60,5 × 80,5 cm; Städtische Wessenberg-Galerie Konstanz
- Ohne Jahr: Fischer auf dem Eis beim Zocken; ohne Jahr; Öl auf Leinwand; 34,8 × 45,2 cm; Privatbesitz

## Buchillustrationen (Auswahl)
- 1915–1918: 12 Einbandgestaltungen für Die Zeitbücher, Verlag Reuß & Itta, Konstanz.
- 1915 bis um 1953: Vignetten und andere Bildbeigaben für das Bodenseebuch, Verlag Reuß & Itta, Konstanz.
- 1922/1923: Einbandentwurf (Porträt Martin Andersen Nexö) K. K. Nicolaisen: Martin Andersen Nexö. Oskar Wöhrle Verlag, Konstanz 1923.
- 1926: Einbandentwurf Jugendrotkreuz-Zeitschrift Ich diene. Jugendrotkreuz Österreich. Heft Bodensee, Aufl. 55.000, Selbstverlag, Sommer 1926, Titel (Am Bodensee).
- 1929: Illustration: Ulrich Blum, Eberhard Schwarz: Stammbuch aller Narren, Elefanten AG- Christiani, Konstanz ohne Jahr (vermtl. 1950er-Jahre)
- 1940: 28 handkolorierte Zeichnungen: Friedrich von Schiller: Der junge Eros. Frühe Gedichte von Friedrich von Schiller. Eingeleitet und ausgewählt von Norbert Jacques. Darmstädter Verlag, Handpresse Joseph Würth, 1940.
- Um 1942: Einbandentwurf und vier Illustrationen: Wilhelm von Scholz: Der Patrouillenritt. Nach einer wahren Begebenheit (= Die Novelle. 5). Hrsg. vom Luftwaffenführungsstab Ic/VIII. Wilhelm Limpert, Berlin, ohne Jahr (1942).
- 1944: Einbandentwurf: Wilhelm von Scholz: Ayatari. Velhagen & Klasing, Bielefeld / Leipzig 1944.
- Um 1949: Einbandgestaltung und 42 Illustrationen: Taschenbuch für Bodenseebesucher. Zusammengestellt von Willy Mayer und Rainer Einhart. Arta, Konstanz ohne Jahr (um 1949).
- 1955: Eine Illustration: Max Rieple: Reiches Land am Hochrhein. Ein besinnlicher Heimatführer vom Bodensee bis Basel. Rosgarten-Verlag Konstanz, Konstanz 1955.